# Scutellinoides
Scutellinoides is een geslacht van uitgestorven zee-egels, en het typegeslacht van de familie Scutellinoididae. Vertegenwoordigers van dit geslacht zijn slechts als fossiel bekend.